# Tetragoneura pimpla
Tetragoneura pimpla är en tvåvingeart som beskrevs av Daniel William Coquillett 1901. Tetragoneura pimpla ingår i släktet Tetragoneura och familjen svampmyggor. Inga underarter finns listade i Catalogue of Life.